# Allarme dal cielo
Allarme dal cielo (Le ciel sur la tête) è un film del 1965, diretto da Yves Ciampi. È una storia di ambientazione fantascientifica girata a bordo della portaerei francese Clemenceau (R 98) nel 1964.

## Trama
L'avvistamento di un oggetto volante non identificato pone l'unità marittima francese in stato di allarme, con l'invio di aerei da caccia per intercettarlo, compito impossibilitato dalla forte radioattività emanata. Nelle operazioni è coinvolto un sottomarino connazionale dotato di armamento missilistico, coadiuvato da un omologo sovietico di nome космос (Cosmo).
Superato lo scetticismo sull'origine aliena, ipotesi avallata da un pilota provato in una precedente missione, si riuscirà a scongiurare il pericolo dell'astronave madre aliena, dotata di una tecnologia superiore e sconosciuta, dalla quale fuoriuscivano degli oggetti di forma discoidale che contrastavano le forze terrestri.

## Produzione
Il film è stato prodotto per un fine di immagine nazionale, per dimostrare le capacità del nuovo gioiello della marina francese, la portaerei Clemenceau (R 98).
Le riprese cinematografiche cominciarono a bordo della portaerei un anno prima dell'uscita del film.
Il regista Yves Ciampi aveva scelto deliberatamente un cast di attori allora poco noti, per dare uno scenario più realistico. Oltre a Jacques Monod e Guy Tréjean, ingaggiati sul posto, altri nomi più o meno conosciuti in ambito cinematografico furono Marcel Bozzuffi, Bernard Fresson, Jacques Santi e Henri Piégay.
La musica è opera di Jacques Loussier, che trascorse diverso tempo imbarcato, assistendo all'intera produzione del film.

## Critica
(Fantafilm)